# Вильерс, Давид де
Давид де Вильерс (африк. David De Villiers; род. 23 октября 1944, Кейптаун) — южноафриканско-немецкий дирижёр.

## Биография
По завершении музыкального образования в ЮАР стажировался в Германии и затем провёл в ней почти всю карьеру, в 1990 г. оформив гражданство ФРГ. Начал работать в 1973 г. репетитором во Франкфуртской опере, в 1977—1982 гг. был её вторым дирижёром при Михаэле Гилене. В 1983—1986 гг. возглавлял камерный оркестр «Ad Artem de Metz» в Меце. В 1984—1991 гг. генеральмузикдиректор Билефельда, в 1991—1997 гг. — Гиссена. Преподавал в консерваториях Эссена и Гамбурга. В 2003—2006 гг. возглавлял Симфонический оркестр Словенского радио и телевидения.